# Them (banda)
Them fue una banda norirlandesa de rock formada en Belfast en abril de 1964, más conocida por el tema "Gloria" y por servir de lanzamiento a la carrera en solitario de Van Morrison. El grupo fue comercializado en Estados Unidos como parte de la Invasión británica.

## Historia

### Formación del grupo
Cuando Van Morrison formó un club nocturno de R&B con los empresarios Jimmy Conlon, Jerry McKenna y Gerry McCurvey en el Maritime Hotel en abril de 1964, avisó a su grupo, los Golden Eagles, de su inminente proyecto. El nuevo proyecto le obligó a abandonar la formación. Con una anticipación a la noche de apertura del nuevo club, Morrison se embarcó en la misión de encontrar una formación ideal para un nuevo grupo. Previamente, había sido presentado a The Gamblers, un grupo del este de Belfast formado por Ronnie Millings, Billy Harrison y Alan Henderson  en 1962. Aún un estudiante, Eric Wrixon había sido reclutado como pianista. Morrison se unió pronto al grupo como saxofonista y vocalista junto a Billy Harrison. El grupo ensayó en una habitación tras una tienda de bicicletas con el fin de prepararse para su debut en el Maritime Hotel. Necesitados de un nuevo nombre, los miembros del grupo siguieron la sugerencia de Eric Wrixon de transformar The Gamblers en Them, en honor de la película de ficción homónima, Them!.

### En The Maritime Hotel
De forma enigmática, el primer anuncio del grupo Them en la prensa local tuvo lugar el 14 de abril de 1964 con un titular que se preguntaba: "¿Quiénes son? ¿Qué son? Them", seguido de anuncios de la misma índole hasta el viernes anterior al concierto, en el que se publicó la fecha y la hora del evento en el Maritime Hotel para la misma noche. La asistencia al club, con capacidad para doscientas personas, comenzó a crecer rápidamente con sucesivos conciertos.
Them tocaba sin una rutina fija. Van Morrison variaba el ritmo de las canciones ad líbitum, improvisando a menudo. El debut del tema "Gloria" tuvo lugar en directo, con momentos en los que podía sobrepasar los veinte minutos de duración en jam sessions. Al respecto, Morrison llegó a comentar que "Them vivió y murió en el escenario del Maritime Hotel". Las grabaciones en estudio y las giras nunca llegaron a capturar el verdadero espíritu del grupo, debido a la falta de energía del público que consagraba el espectáculo en el Maritime Hotel. 
Una de las grabaciones realizadas por un seguidor de "Turn On Your Love Light" llegó a manos de Dick Rowe en Decca Records. Conocido notoriamente por haber rechazado a The Beatles tras una prueba de sonido el Día de Año Nuevo de 1962 y ansioso por no repetir el mismo error, Rowe se apresuró a ir a The Maritime Hotel y a introducirles en los estudios de Decca para firmarles un contrato por dos años. Debido a la minoría de edad, el contrato necesitó del visto bueno de cada uno de los padres. Con la excepción de los padres de Eric Wrixon, quien fue reemplazado por Patrick McAuley, todos firmaron.

### Grabando con Decca
La primera sesión de grabación tuvo lugar en los estudios de grabación de Decca en Londres, Inglaterra, el 5 de julio de 1964. Dick Rowe llevó a los músicos de sesión Arthur Greenslade y Bobby Graham. Seis canciones fueron grabadas durante las sesiones: "Groovin'", "You Can't Judge a Book by Its Cover", "Turn on Your Love Light", "Don't Start Crying Now", "One Two Brown Eyes", "Philosophy" y "Gloria".  La sesión fue remarcable por el empleo de dos baterías, que pueden ser oídas con nitidez en las mezclas en estéreo de "Gloria" y "One, Two Brown Eyes".
Them publicó su primer sencillo, "Don't Start Crying Now" b/w "One Two Brown Eyes", en agosto de 1964, con escaso éxito comercial. El representante del grupo, Phil Solomon, y Dick Rowe contrataron a los músicos de sesión Jimmy Page, Peter Bardens y Bobby Graham para respaldar a Morrison en la versión del tema de Big Joe Williams "Baby, Please Don't Go". La nueva canción fue publicada en noviembre de 1964 como sencillo. y en diciembre el grupo hizo su primera aparición televisiva en el programa Ready Steady Go!, uniéndose a The Rolling Stones en el mismo escenario. Solomon usó sus contactos para hacer de "Baby, Please Don't Go" el tema principal del programa de televisión durante una semana, provocando un rápido ascenso del sencillo en las listas de éxitos, donde el tema alcanzó el puesto 26. "Baby Please Don't Go", con el tema "Gloria" como cara B, se convirtió al poco tiempo en un éxito en el Reino Unido, entrando finalmente en el Top 10 en las listas británicas.
En enero de 1965, Them realizó su segunda gira por Inglaterra, alojándose en el Royal Hotel, que el DJ Jimmy Savile había convertido en su base en Londres. Al igual que con muchos otros grupos de la década, Savile ayudó a promocionar a Them tan pronto como comenzaron a obtener una amplia reputación por sus malos modales y por usar el sarcasmo en sus entrevistas. Billy Harison comentó al respecto que el problema de semejante actitud podía radicar en el sentimiento anti-irlandés durante la época. Sin embargo, al ser entrevistado por un periodista del Irish Independent, el reportero remarcó: "Son la panda más aburrida de jóvenes con que me he topado en mi corta carrera".
El siguiente éxito de Them tuvo lugar con la publicación en el Reino Unido del sencillo "Here Comes the Night" b/w "All for Myself". Por entonces, Phil Solomon había contratado a Bert Berns, un productor americano que había coescrito el tema "Twist and Shout". Berns contrató a los músicos de sesión Phil Coulter y Andy White para tocar en el tema "Here Comes the Night". Tres semanas después, fue publicado como sencillo, alcanzando el puesto 2 en marzo de 1965 en el Reino Unido y el 24 en Estados Unidos el mismo mes. El representante de Them promocionó al grupo a base de apariciones televisivas en los programas Ready Steady Go! y Top Of The Pops, donde en vez de interpretar los temas en directo, hacían mímica y sincronizaban los labios con la música de fondo. Sobre las actuaciones, Morrison dijo: "Era ridículo. Éramos totalmente contrarios a esas cosas... y tuvimos que meternos en trajes y maquillarnos y todas esas cosas...". Van Morrison reveló también cómo el grupo, a pesar de la obligación de tocar en ambos programas, los consideraba como una broma.
El 11 de abril de 1965, Them hizo una aparición pública en el Pollwinners Concert de la NME en el Wembley Empire Pool. Jimmy Savile hizo de maestro de ceremonias para el evento y fue el responsable de la aparición del grupo en el programa, puesto que la recién estrenada fama era tan reciente que aún no figuraban en las encuestas anuales. El concierto de 1965 supuso la mejor recopilación del pop británico de la época, con The Beatles, The Rolling Stones, The Kinks, The Animals, The Searchers, The Moody Blues y Dusty Springfield, entre otros, en el escenario. Mientras que la mayor parte de los grupos interpretaron sus éxitos más recientes, Them enlazó audazmente el tema "Here Comes the Night" con una versión de siete minutos de "Turn On Your Lovelight". Derek Johnson caracterizó al líder de Them como un "alma más genuina que cualquier otro contemporáneo británico".
Them publicó su siguiente sencillo, "One More Time", elegido por Phil Solomon, en junio de 1965. El sencillo obtuvo un éxito menor, debido, según Billy Harrison, a que no era material para un sencillo. De forma contraria a los sencillos, Them publicó dos álbumes de estudio: The Angry Young Them y Them Again. En 1966, "Mystic Eyes" fue publicado como sencillo en los Estados Unidos, alcanzando el puesto 33 en las listas de Billboard.
Con la publicación de Them Again en Estados Unidos, el grupo dio inicio a una gira veraniega alli. En junio, el grupo fue contratado para una maratón de conciertos de tres semanas en el club Whisky a Go Go de Los Ángeles. La última semana, The Doors, con Jim Morrison, abrió los conciertos como teloneros de Them. La última noche, ambas bandas se unieron en el escenario e improvisaron una versión de veinte minutos de "Gloria". Them encabezaron el cartel en The Fillmore en San Francisco, California, y en Hawái, donde surgieron conflictos entre los miembros del grupo debido a desacuerdos financieros. El grupo se rompió, y Van Morrison y Alan Henderson volvieron a Belfast mientras Ray Elliot y David Harvey decidieron permanecer en América.
Van Morrison declaró sobre la ruptura de Them: "No había motivo alguno por el que lo hiciera. Lo hice porque quería hacerlo y disfruté haciéndolo. Esa es la manera en la que las cosas comienzan, pero se torció en algún punto del camino y todo el mundo implicado en ello se torció también, incluyéndome a mí".

### Después de Van Morrison
Tras la marcha de Van Morrison, el músico inició una exitosa carrera en solitario. El resto de la banda se reagrupó en Belfast y contrató a Kenny McDowell (ex-Mad Lads) como cantante. Them continuó ofreciendo conciertos y grabando tras reubicarse en Estados Unidos en 1967. Dos de los trabajos publicados tras la salida de Morrison, Now and Them y Time Out! Time In for Them sirvieron al grupo como experimentación con la psicodelia. La formación acabaría por romperse, tras lo cual Henderson contrató a músicos de sesión para dos posteriores esfuerzos en los que Them se inmiscuyó en el hard rock. Desgraciadamente para el grupo, dichos esfuerzos chocaron con la indiferencia del público, por lo que en 1972 el grupo se disolvió. Henderson comenzó a trabajar en la ópera rock Truth of Truths, producida por el productor de Them Ray Ruff en 1971. Por su parte, Elliot, Jim Armstrong y Kenny McDowell se reunieron en Chicago en 1969 bajo el nombre de Truth y registraron una serie de demos y canciones de bandas sonoras posteriormente publicadas como Of Them and Other Tales.
Tras la primera disolución de Them en 1966, Billy Harrison y Pat McAuley formaron una banda rival a Them, compitiendo con la alineación de Morrison y Henderson y entrando en acciones legales con ellos. Los primeros ganaron los derechos sobre el nombre del grupo en marzo de 1966, mientras que los segundos, sin Harrison, solo tuvieron permiso para usar el nombre de "Other Them" en el Reino Unido. Los hermanos McAuley se convirtieron, de forma no oficial, en The Belfast Gypsies, y grabaron dos singles para Island Records y un álbum exclusivo para el mercado sueco, producido por Kim Fowley. Durante la época, ofrecieron conciertos en Europa como Them, y publicaron un EP en Francia bajo el mismo nombre. 
Them volvió a reunirse brevemente en 1979, sin Morrison, y grabaron un último álbum de estudio, Shut Your Mouth.

## Reconocimiento musical
- En enero de 2007, la canción "Gloria" fue inducida en el Salón de la Fama de los Grammy.
- El tema "Gloria" obtuvo el puesto 69 en el libro de Dave Marsh The Heart of Rock and Soul, the 1001 Greatest Singles Ever, mientras que "Mystic Eyes" quedó situada en el puesto 458.[17]
- La canción "Gloria" quedó situada en el puesto 208 de la lista de las 500 mejores canciones de todos los tiempos elaborada por la revista musical Rolling Stone.

## Discografía

### Álbumes
- The Angry Young Them - (1965)
- Them Again - (1966)
- Belfast Gypsies - (1967)
- Now And Them - (1968)
- Time Out! Time In For Them - (1968)
- Them - (1969)
- Them In Reality - (1970)
- Shut Your Mouth - (1979)

### EP
- Them (1965)
- Fear Them (2016)
- Live Broadcasts 1965-1967 (2019)

### Álbumes recopilatorios
- The World of Them - (1970)
- Them featuring Van Morrison - (1972)
- The Story of Them featuring Van Morrison- (1977)
- Them  featuring Van Morrison - (1985)
- The Story of Them Featuring Van Morrison - (1997)

### Singles
- "Don't Start Crying Now"/"One Two Brown Eyes" - (1964)
- "Baby, Please Don't Go"/"Gloria" - (1965)
- "Here Comes the Night"/"All For Myself" (1965)
- "One More Time"/"How Long Baby"- (1965)
- "(It Won't Hurt) Half As Much"/"I'm Gonna Dress In Black" - (1965)
- "Mystic Eyes"/"If You And I Could Be As Two" - (1966)
- "Call My Name"/"Bring 'em On In" - (1966)
- "I Can Only Give You Everything"/"Don't Start Crying Now" - (1966)
- "It's All Over Now Baby Blue"/"I'm Gonna Dress in Black" - (1966)
- "Richard Cory"/"Don't you Know" - (1966)
- "Friday's Child"/"Gloria" - (1967)
- "The Story Of Them, Part 1"/"The Story Of Them, Part 2"- (1967)

## Integrantes
|  | - Van Morrison – voz principal y coros, saxofón y armónica (1964–1966) - Alan Henderson – bajo y coros (1964–1966, 1966–1971, 1979; died 2017) - Billy Harrison – guitarra y coros (1964–1966) - Ronnie Millings – batería (1964) - Eric Wrixon – órgano (1964, 1965, 1979; murió en 2015) - Pat McAuley – órgano (1964), batería (1964–1965; murió en 1984) - Jackie McAuley – órgano (1965) - Peter Bardens – órgano (1965; murió en 2002) - Joe Baldi – guitarra (1965) - Terry Noon – batería (1965) - Jim Armstrong – guitarra (1965–1966, 1966–1969, 1979) - John Wilson – batería (1965-1966) - Ray Elliot – órgano, saxofón y flauta (1965–1967) - Dave Harvey – batería (1965–1966) - Steve Reush – batería (1966) - Sammy Stitt – batería (1966) - Eric Bell – guitarra (1966) - Mike Brown – bajo (1966) - Joe Hanratty – batería (1966) - Kenny McDowell – voz principal y coros (1966–1969) - Dave Harvey – batería (1966–1969) - Jerry Cole – voz principal y coros, guitarra y percusiones (1969–1970; murió en 2008) - Jim Parker – guitarra y coros (1970–1971) - John Stark – voz principal y coros, batería (1970–1971) - Mel Austin – voz principal y coros (1979; murió en 2017) - Billy Bell – batería (1979) - Brian Scott – órgano y flauta (1979) | Other Them / Belfast Gypsies - Pat McAuley – órgano (1965–1966), batería (1966) - Mark Scott – bajo (1965–1966) - Nick Wymer – voz principal y coros (1965–1966) - Skip Alan – batería (1965) - 'Don' – guitarra (1965–1966) - Viv Prince – batería (1965) - Ken McLeod – batería (1965–1966), guitarra (1966) - Jackie McAuley – voz principal y coros, órgano y armónica (1966) - Peter Bardens – órgano (1966) Truth - Jim Armstrong – guitarra (1969–1971) - Curtis Bachman – bajo (1969–1971) - Kenny McDowell – voz principal (1969–1971) - Reno Smith – batería (1969–1971) - Ray Elliot – órgano y flauta (1970) - Buddy Clark – batería (1971) Them – The Belfast Blues Band - Eric Wrixon – voz principal y coros, órgano (1993–2015) - Jim Armstrong – guitarra (1993–2003) - John Wilson – batería (1993–?) - Billy Bell – batería - Ally MacKenzie – bajo - Siggi Heilek – batería - Billy McCoy – guitarra (?–2015) - Luca Nardi – bajo (?–2015) - Tom Wagener – batería (?–2015) |